# Palisa
Palisa is een geslacht van weekdieren uit de klasse van de Gastropoda (slakken).

## Soort
- Palisa papillata Edmunds, 1964